# Кирмандаев, Фатхолла
Фатхолла Кирмандаев (1891 год, аул Шили — дата и место смерти не известны) — старший табунщик колхоза «Чилий» Тургайского района Кустанайской области, Казахская ССР. Герой Социалистического Труда (1948).
Родился в 1891 году в ауле Шили (сегодня — Джангельдинский район). Трудился табунщиком, старшим табунщиком в колхозе «III Интернационал» (позднее — колхоз «Чилий») Тургайского района.
Указом Президиума Верховного Совета СССР от 23 июня 1948 года за получение высокой продуктивности животноводства в 1947 году при выполнении колхозом обязательных поставок сельскохозяйственных продуктов и плана развития животноводства удостоен звания Героя Социалистического Труда с вручением ордена Ленина и золотой медали «Серп и Молот».